# رودنیکوفکا (باشقیرستان)
رودنیکوفکا (انگلیسی: Rodnikovka, Republic of Bashkortostan) یک شهرک در شهرستان میاکینسکی استان باشقیرستان کشور روسیه است.